# Балтин, Эдуард Дмитриевич
Эдуард Дмитриевич Балтин (21 декабря 1936, Смоленск — 7 октября 2008, Москва) — советский и российский военачальник. Командующий Черноморским флотом (1993—1996), Герой Советского Союза (9.10.1981). Адмирал (16.06.1993), кандидат военных наук.

## Биография
Родился 21 декабря 1936 года в Смоленске. Сын военнослужащего. В Великую Отечественную войну находился на оккупированной территории под Вязьмой, где проживал у родственников. После войны семья жила в разных городах, где проходил службу отец. В Смоленске Эдуард окончил 7 классов школы. С 8-го по 10-й класс учился в Выборге, где увлёкся морским делом, занимался в секции парусного спорта и участвовал в соревнованиях по парусному спорту. Также добился успеха в многоборье и лыжных гонках.
В ВМФ СССР с июля 1954 года. Учился в 1-м Балтийском высшем военно-морском училище (1954—1956), окончил Каспийское высшее военно-морское училище имени С. М. Кирова (1956—1958). В 1959 вступил в КПСС.
Службу проходил командиром БЧ-3 сторожевого корабля «Куница» (10.1958—10.1960), командиром торпедной группы (10.1960—09.1961), командиром БЧ-3 (09.1961—12.1962) ПЛ «С-65», командиром БЧ-3 ПЛ «С-234» (12.1962—05.1964) Северного флота, стажёром на судах Минморфлота СССР (05.1964—09.1965), командиром БЧ-3-помощником командира ПЛ «С-151» (09.1965—04.1966), помощником командира ПЛ «С-384» (04.-12.1966), старшим помощником командира ПЛ «С-74» (12.1966—1967) Северного флота. Окончил Высшие специальные офицерские классы ВМФ (1967—1968). Продолжил службу старшим помощником командира 353-го экипажа ПЛ (09.-12.1968), командиром ПЛ «С-310» (12.1968—04.1969) Черноморского флота, старшим помощником командира ПЛ «К-249» (04.1969—06.1971), командиром ПЛ «К-418» (проект 667А) (06.1971—09.1973) 19-й дивизии ПЛ Северного флота. Окончил Военно-морскую академию (1973—1975). Начальник штаба 13-й дивизии ПЛ Северного флота (1975—1978). Окончил Военную академию Генерального штаба Вооружённых Сил имени К. Е. Ворошилова (1978—1980). Начальник штаба (06.1980-02.1982) и командир (02.1982—10.1983) 41-й дивизии ПЛ Северного флота.
9 октября 1981 года указом Президиума Верховного Совета СССР за мужество и отвагу, проявленные при исполнении специального задания командования, капитану 1 ранга Балтину Эдуарду Дмитриевичу присвоено звание Героя Советского Союза с вручением ордена Ленина и медали «Золотая Звезда» (№ 11460). 17 февраля 1982 года присвоено воинское звание контр-адмирала.
В октябре 1983 — ноябре 1987 — командующий 2-й флотилией ПЛ Тихоокеанского флота, назначен после катастрофы на АПЛ К-429.
После прибытия в объединение контр-адмирала Э. Д. Балтина отношение к командирскому звену резко изменилось. Перед выходом в море он лично инструктировал командиров — и ты шёл в море с ясной программой действий, а не раздавленный морально, как после устраиваемых экзаменов.Командир ПЛАРК К-320 В. Т. Аникин
В ноябре 1987 года назначен на должность 1-го заместителя командующего Тихоокеанским флотом. 7 мая 1989 года присвоено воинское звание «вице-адмирал».
В июне 1990 года назначен начальником кафедры оперативного искусства ВМФ Военной академии Генерального штаба Вооружённых сил СССР.
В декабре 1992 года, после долгих консультаций между Россией и Украиной, вице-адмирал Э. Д. Балтин был назначен командующим Черноморским флотом как кандидатура, устраивающая обе стороны (утверждён в должности указами президентов России и Украины в январе 1993). Участвовал в миротворческих акциях. Выдающейся заслугой адмирала Э. Д. Балтина стала предпринятая во многом под его личную ответственность (из-за боязни высшего политического руководства страны) операция по эвакуации мирного населения из зоны военного конфликта между Грузией и Абхазией в 1993 году. Для обеспечения эвакуации в Абхазии был высажен морской десант, занят и оборудован прибрежный оборонительный район, ставший центром операций по спасению и вывозу в Россию тысяч мирных жителей. По словам генерал-майора Владимира Романенко, Балтин, командуя миротворческим военным контингентом, спас от смерти главу Грузии Э. А. Шеварднадзе. За успешное проведение этой операции адмирал Балтин был награжден именным оружием, а позднее орденом «За военные заслуги».

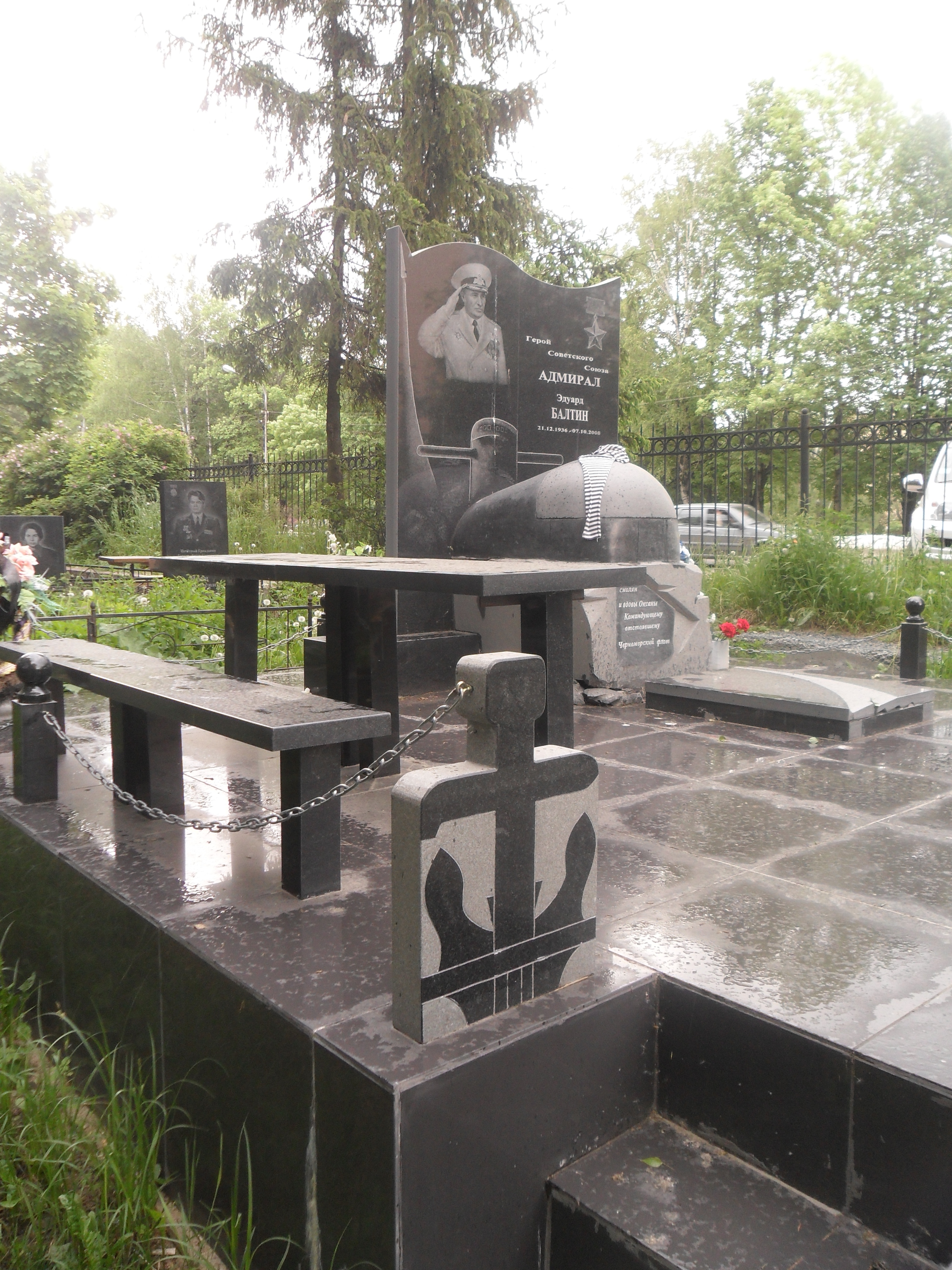
Памятник на Братском кладбище в Смоленске

В январе 1996 года был неожиданно отстранён от должности и назначен в распоряжение Министра обороны РФ.
В ноябре 1996 года уволен в запас. Преподавал и вёл научную работу в Военной академии Генерального штаба Вооружённых Сил Российской Федерации, доцент.
Скончался на 72-м году жизни 7 октября 2008 года в Москве. Похоронен на Братском кладбище в Смоленске.
В 2009 году имя адмирала Э. Д. Балтина было присвоено средней школе № 13 города Смоленска. Установлена мемориальная доска.

## Политическая деятельность
В 1995 году баллотировался в Государственную думу 2-го созыва в составе избирательного блока «За Родину!».
С августа 1996 года был членом президиума координационного совета и сопредседателем движения «Народно-патриотический союз России».
Возглавлял список Народно-республиканской партии России на выборах в Государственную думу 4-го созыва.
Был участником «Движения в поддержку армии».

## Награды
- Герой Советского Союза (1981)
- Орден «За военные заслуги» (Россия)
- Орден Ленина (1981)
- Орден «За службу Родине в Вооружённых Силах СССР» 3-й степени (1978)
- «Почётный полярник»
- Медали
- Именное оружие
- Медаль «За освобождение Крыма и Севастополя» (посмертно, 17 марта 2014 года) — за личный вклад в возвращение Крыма в Россию[4].